# Gare de Soultz-les-Bains
Ne doit pas être confondu avec Gare de Soultz-sous-Forêts.
La gare de Soultz-les-Bains est une ancienne gare ferroviaire française de la ligne de Sélestat à Saverne, située sur le territoire de la commune de Soultz-les-Bains, dans le département du Bas-Rhin, en région Grand Est.
Situé sur une portion de ligne mise en service en 1864 et démantelée en 1993, le bâtiment de la gare est reconverti en logements.

## Situation ferroviaire
Établie à 173 mètres d'altitude, la gare de Soultz-les-Bains était située au point kilométrique (PK) 37,412 de la ligne de Sélestat à Saverne entre les gares fermées d'Avolsheim et de Scharrachbergheim.

## Histoire
L'embranchement de Molsheim à Wasselonne est livré à l'exploitation le 29 septembre 1864,par la Compagnie des chemins de fer de l'Est. En 1877, durant la période où l'Alsace-Lorraine est annexée par l'Allemagne, la ligne est prolongée vers Sélestat et Saverne.

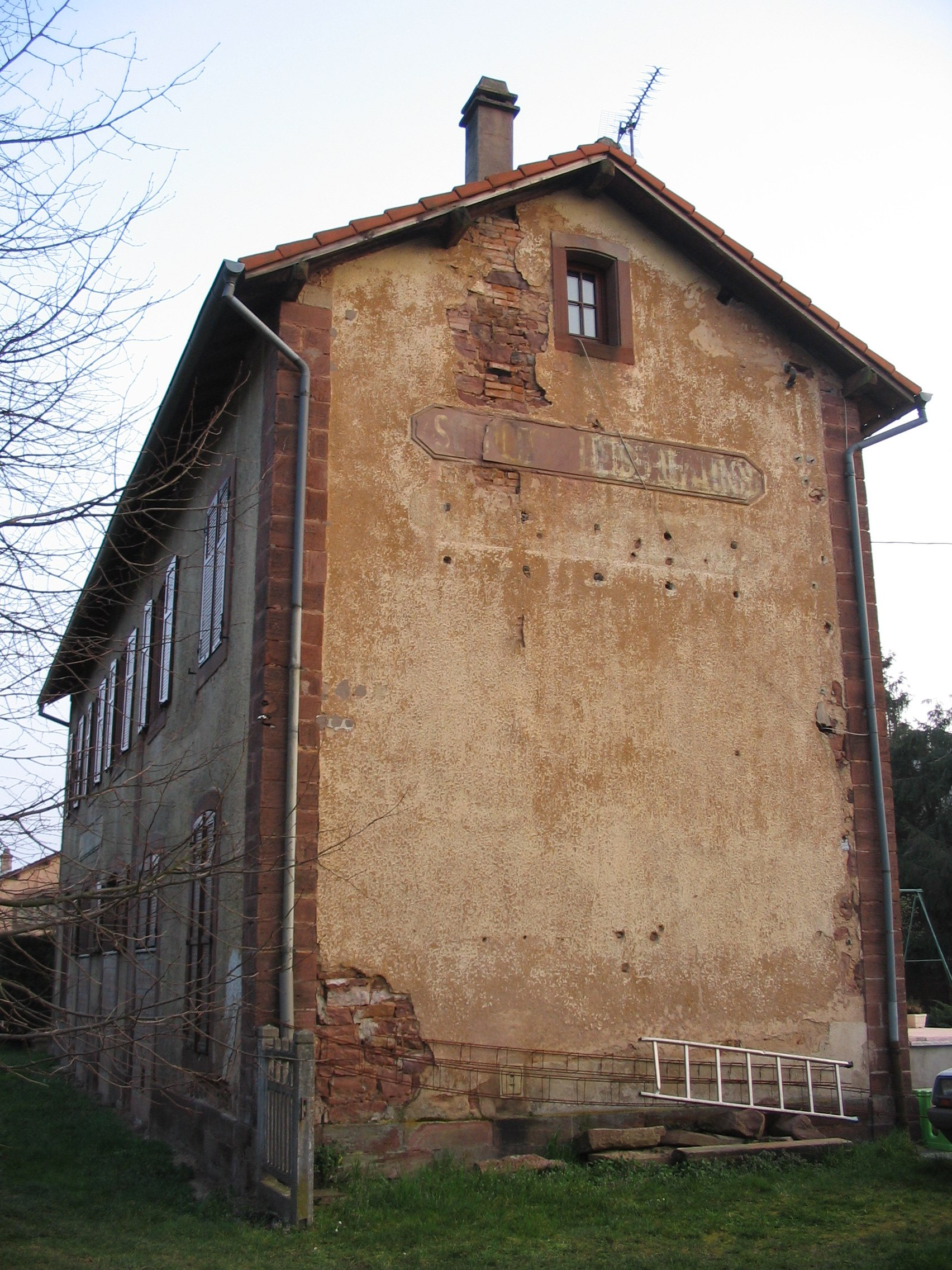
Vue de l'ancienne gare en 2007.

La Société nationale des chemins de fer français (SNCF) met fin aux trains de voyageurs sur la section de Molsheim à Saverne en 1969. Le trafic de marchandises sur la ligne subsistera jusqu’en 1988. La ligne est déclassée en 1993 puis déposée en totalité. Les bâtiments voyageurs et les halles de marchandises ont été vendus à des particuliers et l’ancienne plate-forme de la voie ferrée a été transformée en piste cyclable qui relie Molsheim à Romanswiller.

## Patrimoine ferroviaire
Le bâtiment voyageurs construit par la Compagnie de l'Est devait comporter trois travées à l'origine avec une forme rectangulaire à étage sans ailes. Par la suite, il a été doté d'une extension de hauteur et de largeur identiques portant le nombre de travées à cinq. Il jouxtait une halle à marchandises de plan standard Est qui apparaissait encore sur les vues satellite de 2007.
Les inscriptions peintes sur la façade « Soultz-les-Bains / Sulzbad » étaient encore lisibles sur la façade avant sa rénovation. La façade est désormais peinte en jaune
Une carte postale ancienne représente un bâtiment de deux travées ; il s'agit vraisemblablement d'une maison de garde-barrière, l'emplacement de cette construction par rapport au village étant différent.